# Guerre des chevaux célestes
Pour les articles homonymes, voir Chevaux célestes.
Guerre Han–Xiongnu
漢匈戰爭
La guerre des chevaux célestes (chinois simplifié : 天马之战 ; chinois traditionnel : 天馬之戰 ; pinyin : Tiānmǎ zhī Zhàn) ou la guerre Han-Dayuan (chinois simplifié : 汉宛战争 ; chinois traditionnel : 漢宛戰爭 ; pinyin : Hàn Yuān Zhànzhēng) est un conflit militaire qui s'est déroulé entre 104 et 102 av. J.-C. entre la dynastie chinoise des Han et le royaume hellénisé connu des Chinois sous le nom de Dayuan, dans la vallée de Ferghana, à l'extrémité orientale de l'ancien Empire perse, maintenant la partie orientale de l'Ouzbékistan. Le résultat fut une victoire Han et une expansion temporaire de son hégémonie en Asie centrale,.
L'empereur Han Wudi avait été informé par le diplomate Zhang Qian que le Dayuan possédait des chevaux grands et puissants (« chevaux célestes ») qui pourraient l'aider à lutter contre les Xiongnu. Il envoya des ambassadeurs inspecter la région et acheter ces chevaux. Le Dayuan refusa l'accord, entraînant la mort de l'un des ambassadeurs Han, et confisqua l'or qui devait payer les chevaux. Les Hans envoyèrent alors une armée pour soumettre le Dayuan. Cette première incursion fut un échec. Une seconde armée, plus puissante, vainquit le Dayuan, installa un régime favorable aux Han, qui purent ainsi réunir suffisamment de chevaux pour former une puissante cavalerie et vaincre les Xiongnu dans la guerre Han-Xiongnu.

## Contexte

### Les chevaux
L'empereur Wudi était résolu à vaincre les Xiongnu, nomades des steppes en conflit avec la dynastie des Han depuis plusieurs décennies. En 139, il chargea un émissaire nommé Zhang Qian d'explorer l'Ouest afin de forger une alliance militaire avec les Yuezhi contre les Xiongnu,. Sur le chemin de l'Asie centrale à travers le désert de Gobi, Zhang fut capturé à deux reprises. À son retour, il impressionna l'empereur avec sa description des « chevaux célestes » du Dayuan.
Selon le Livre des Han postérieurs — rédigé par un historien chinois pendant le cinquième siècle et considéré comme un document faisant autorité sur l'histoire des Han entre 25 et 220 de notre ère —, la cour des Han envoyait, pendant cette période, cinq, six, voire dix groupes d'émissaires chaque année en Asie centrale afin d'acquérir des chevaux.
Ces chevaux ont depuis captivé l'imaginaire populaire des Chinois, conduisant à des sculptures de chevaux, à des lieux de reproduction au Gansu, et la multiplication de ces chevaux, jusqu'à un nombre de 430 000 dans la cavalerie, même pendant la dynastie Tang.

### Xiongnu
Pendant des décennies, les Han suivirent une politique d'héqin (和 亲) envoyant des hommages et des princesses qui épousèrent le shanyu (roi) Xiongnu afin de maintenir la paix. Lorsque l'empereur Wudi arriva au pouvoir, les Hans relancèrent une politique de guerre pour vaincre les Xiongnu.

### Dayuan
Selon le Shiji et le Livre des Han, la population du Dayuan comptait plusieurs centaines de milliers d'habitants vivant dans 70 villes fortifiées de tailles différentes. Elle cultivait du riz et du blé et produisait du vin.
Le Dayuan est l'un des États occidentaux les plus éloignés à avoir envoyé des émissaires à la cour des Han. Cependant, contrairement aux autres émissaires, ceux de Dayuan ne se conformaient pas aux rituels de rigueur chez les Han et se comportaient avec beaucoup d'arrogance et d'assurance, estimant que leur éloignement les protégeait d'une invasion. Le Dayuan était également situé près des Xiongnu à cette époque, très respecté, car il avait causé beaucoup de souffrances aux Yuezhi. Un émissaire des Xiongnu recevait nourriture et escorte, alors qu'un émissaire Han ne recevait aucune monture qu'il n'ait achetée lui-même et aucune nourriture à moins qu'il n'ait distribué de la soie et d'autres biens. Les émissaires han avaient également une réputation de richesse dans l'Ouest, de sorte qu'ils devaient payer des frais exorbitants partout où ils allaient, causant aux Han beaucoup de désagréments. Cependant l'historien Sima Qian fournit un rapport différent :

« Les envoyés étaient tous des fils de familles pauvres qui traitaient les cadeaux du gouvernement et les biens qui leur étaient confiés comme s'il s'agissait d'une propriété privée et cherchaient des occasions d'acheter des biens à bas prix dans les pays étrangers et de faire un profit à leur retour en Chine. Les hommes des pays étrangers furent bientôt dégoûtés, lorsqu'ils découvrirent que chacun des envoyés Han racontait une histoire différente et, considérant que les armées Han étaient trop éloignées pour s'en préoccuper, ils refusèrent de fournir aux envoyés de la nourriture et des approvisionnements, rendant les choses très difficiles pour eux. Les envoyés Han furent bientôt réduits à un état de dénuement et de détresse et, leur humeur s'échauffant, ils en vinrent à se quereller et même à s'attaquer les uns les autres... »

— Shiji
Parmi les marchandises que les envoyés occidentaux apportaient avec eux se trouvaient les « chevaux célestes », que l'empereur appréciait. Il a envoyé une mission commerciale avec 1 000 pièces d'or et un cheval d'or pour acheter ces chevaux à Dayuan. À ce stade, Dayuan faisait déjà du commerce avec les Han depuis un certain temps et en a grandement profité. Non seulement ils regorgeaient de produits orientaux, mais ils avaient également appris des soldats Han comment couler du métal en pièces et en armes. Ainsi, ils n'avaient aucune raison valable d'accepter l'offre commerciale Han, raisonnant ainsi :

« Les envoyés Han maudirent les hommes de Dayuan et brisèrent le cheval d'or qu'ils avaient amené. Enragés par cet acte de mépris, les nobles du Dayuan ordonnèrent à Yucheng ( Uzgen moderne), qui se trouvait à leurs frontières orientales, d'attaquer et de tuer les envoyés et de saisir leurs biens. Après avoir appris la fin de la mission commerciale, l'empereur Wu a décidé d'envoyer une expédition punitive contre le Dayuan. Li Guangli, frère de la concubine préférée de l'empereur Wu, Lady Li, a été nommé général Ershi et envoyé contre le Dayuan avec 6 000 cavaliers et 20 000 jeunes hommes parmi des indésirables des royaumes frontaliers. »

## Première expédition (104av. J.-C.)
À l'automne 104 avant notre ère, Li Guangli partit avec une armée de 6 000 cavaliers et 20 000 fantassins. En traversant le bassin du Tarim et le désert du Taklamakan, deux régions situées dans l'actuelle province du Xinjiang, l'armée de Li fut forcée d'attaquer les oasis indépendantes, parce qu'elles refusaient de leur fournir des vivres. Parfois, ils étaient incapables d'investir les d'oasis et si le siège durait plus de quelques jours, l'armée repartait sans ravitaillement. En raison de ces nombreux petits conflits, l'armée était épuisée et réduite à la famine, après l'épuisement de ses réserves. À l'approche du Dayuan, Li avait déjà perdu trop d'hommes pour continuer la campagne. Après avoir subi une défaite à Yucheng, Li conclut que ses forces seraient insuffisantes pour prendre la capitale Dayuan, Ershi ( Khujand ), et il s'en retourna vers Dunhuang.

## Deuxième expédition (102av. J.-C.)
Les fonctionnaires de la cour voulurent dissoudre le corps expéditionnaire de Li et concentrer les ressources dans la lutte contre les Xiongnu. Mais l'empereur Wu refusa, craignant que son échec face au Dayuan n'affaiblisse son prestige auprès des États occidentaux. Il donna à Li une armée beaucoup plus importante et lui fournit également des animaux. À l'automne 102, Li partit ainsi avec une armée de 60 000 hommes pris dans la population carcérale et 30 000 chevaux ainsi qu'un grand nombre d'animaux de ravitaillement dont 100 000 bœufs et 20 000 ânes et chameaux. Cette fois, l'expédition ne rencontra aucune difficulté pour se ravitailler dans les oasis du bassin du Tarim,.
La plupart capitulèrent sans combat face à cette écrasante démonstration de force. Le seul État qui résista fut Luntai, dont Li fit massacrer la population. Bien qu'il n'ait subi aucun revers majeur et qu'il ait complètement contourné Yucheng, Li avait perdu la moitié de son armée lorsqu'il atteignit le Dayuan. Ayant atteint Ershi, Li l'assiégea immédiatement. Une force de 2 000 cavaliers Wusun était également présente à la demande de l'empereur Wu, mais ils refusèrent de prendre part au siège par crainte d'offenser l'une ou l'autre des parties. Les forces de Dayuan se rassemblèrent pour tenter de briser le siège, mais elles furent facilement vaincues par les arbalétriers Han. Les ingénieurs Han détournèrent la rivière arrosant Ershi, laissant la ville, qui n'avait pas de puits, sans ressource en eau. Après un siège de 40 jours, les Han franchirent le mur extérieur et capturèrent le général ennemi, Jianmi. Les nobles d'Ershi se replièrent d'abord sur les murs intérieurs puis proposèrent leurs conditions de reddition. Ils tuèrent d'abord leur roi, Wugua, et envoyèrent sa tête à Li. Puis ils offrirent à Li tous les chevaux qu'il voulait ainsi que des fournitures en échange du retrait de l'armée, menaçant de tuer tous leurs chevaux en cas de refus. Li accepta ces conditions, prenant quelque 3 000 chevaux ainsi que des provisions. Avant de partir, Li intronisa en tant que roi un noble nommé Meicai (昧 蔡), qui avait auparavant fait preuve de bienveillance envers les envoyés Han.
Alors que Li partait pour Dunhuang, il se rendit compte que les localités situées le long du chemin ne pourraient pas fournir les approvisionnements nécessaires à l'armée. L'armée fut partagée en plusieurs groupes, certains prenant la route du nord, d'autres la route du sud. L'un de ces groupes, comptant un millier d'homme seulement, sous le commandement de Wang Shensheng et Hu Chongguo, tenta de prendre Yucheng. Après plusieurs jours de siège, les habitants de Yucheng se retirèrent avec 3 000 hommes et vainquirent l'armée assiégeante. Quelques-uns des soldats Han réussirent à s'échapper et à alerter Li de la défaite. Li envoya alors Shangguan Jie attaquer Yucheng. Voyant l'armée principale envoyée contre lui, le roi de Yucheng s'enfuit vers le Kangju, obligeant Yucheng à capituler peu après. Lorsque Kangju apprit la défaite de Dayuan, il remit le roi de Yucheng à Shangguan, qui le fit exécuter.
L'armée ne rencontra plus aucune autre opposition sur le chemin du retour vers le col Yumen. Ayant entendu parler de la défaite de Dayuan, les roitelets des oasis envoyèrent des membres de leur famille avec l'armée dans la capitale Han, où ils rendirent hommage à l'empereur Wu. Ils restèrent à la cour des Han en tant qu'otages. Malgré le succès global de la deuxième expédition, disposant de vivres en quantité suffisante et les pertes faibles de l'armée, toute la campagne fut entachée de corruption et d'intérêt personnel. Les soldats de Li, enlevés à la population carcérale et aux classes indésirables, reçurent très peu de soins de la part de leurs généraux et officiers, qui les maltraitèrent en leur refusant des rations, provoquant la désertion. En conséquence, Li ne revint qu'avec seulement 10 000 hommes et 1 000 chevaux aptes au service militaire. Malgré cela, l'empereur Wu considérait toujours ces pertes comme acceptables dans la victoire sur Dayuan, et ne tenta pas de punir les responsables. Les survivants reçurent de belles récompenses. Li Guangli fut intronisé en tant que marquis de Haixi. Zhao Di, qui avait capturé le roi de Yucheng, devint marquis de Xinzhi, Shangguan Jie, trésorier privé.

## Conséquences
Plus d'un an plus tard, les nobles de Dayuan se regroupèrent et tuèrent le roi Meicai, qu'ils considéraient comme responsable de toute l'affaire avec les Han en premier lieu. Le frère de Wugua, Chanfeng, devint le nouveau roi. Ne souhaitant pas affronter les Han, Chanfeng envoya son fils en otage à leur cour. En réponse, l'empereur envoya des ambassadeurs avec des cadeaux pour le nouveau dirigeant et fit la paix avec Dayuan.
Dix ans plus tard, Li Guangli fut vaincu par les Xiongnu et a fait défection à leurs côtés. Il épousa la fille du Chanyu mais fut finalement exécuté au cours d'un conflit avec un autre transfuge Han plus favorisé par le Chanyu.
À la suite de cette guerre, la Chine des Han gagna énormément en influence et en prestige en Asie centrale. La soumission des oasis du bassin du Tarim et les contacts avec le Dayuan et le Kangju, puis avec les Parthes et les Greco-Bactriens permit au premier siècle avant notre ère l'ouverture de la route de la soie.
La culture de la vigne, où les populations hellénisées excellaient en raison de leur amour du vin, ainsi que celle de la luzerne, nourriture principale des cheveux célestes ramenés à l'empereur comme butin de guerre, furent introduites en Chine à la suite de cette guerre entre le royaume du Dayuan et l'empire des Han.

## Sources
- (en) Craig Benjamin, Empires of Ancient Eurasia: The First Silk Roads Era, 100 BCE – 250 CE, Cambridge University Press, 2018 (ISBN 978-1-107-11496-8, DOI 10.1017/9781316335567.004)
- (en) C. J. Peers, Imperial Chinese Armies (1): 200 BC – AD 589, Osprey Publishing, 1995
- (en) Burton Watson, Records of the Grand Historian by Sima Qian: Han Dynasty II, Columbia University Press, 1993
- (en) Marvin C. Whiting, Imperial Chinese Military History, Writers Club Press, 2002